# Chiasmocleis mehelyi
Chiasmocleis mehelyi е вид жаба от семейство Тесноусти жаби (Microhylidae).

## Разпространение
Видът е разпространен в Бразилия.